# Koledzy

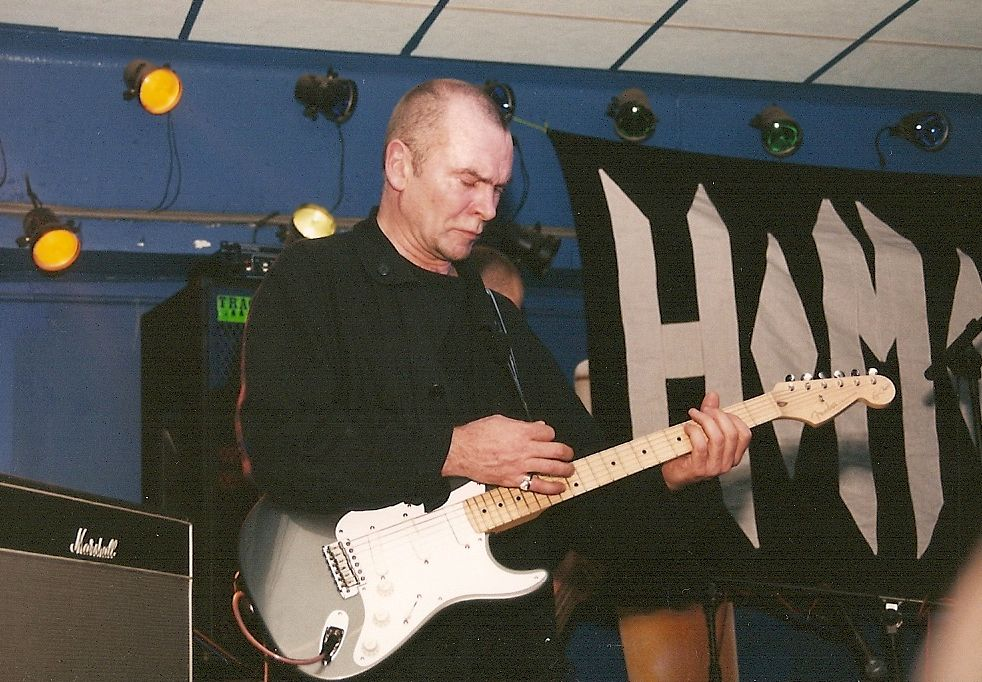
Waglewski na koncercie zespołu Maleńczuka Homo Twist

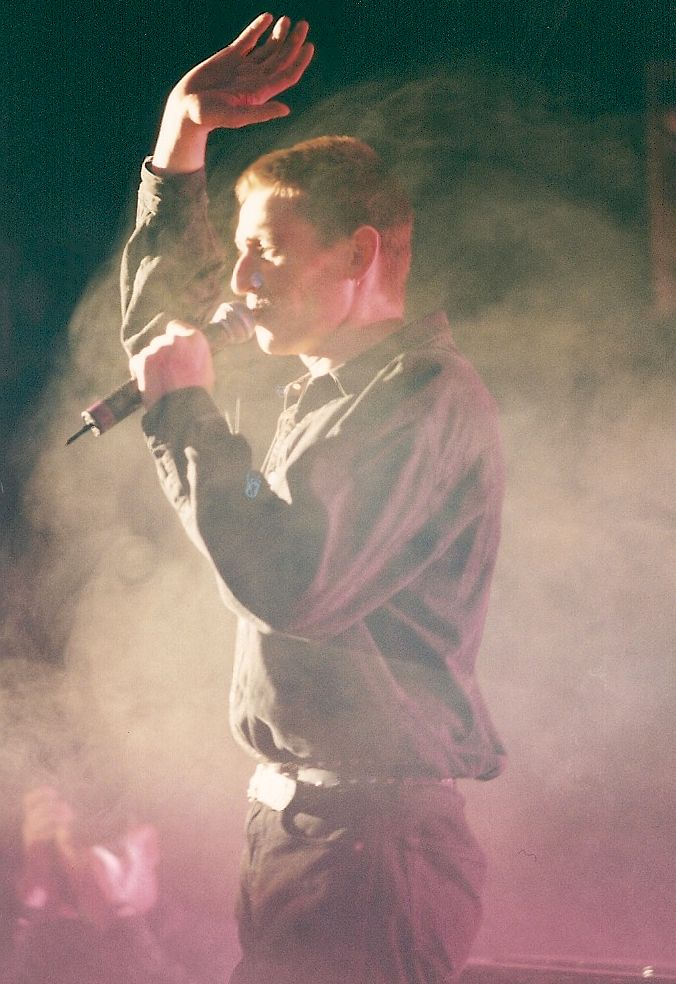
Maleńczuk na koncercie zespołu Waglewskiego Flota zjednoczonych sił

Koledzy – nazwa serii koncertów rozpoczętych 31 października 2006 i kontynuowanych w 2007 przez Wojciecha Waglewskiego i Macieja Maleńczuka. W roku 2007 zarejestrowany został album studyjny pod tym samym tytułem, który na rynku ukazał się w maju 2007 jako jedna z płyt kolekcji Gazety Wyborczej uzupełniona o książeczkę zawierającą wywiady z autorami płyty. Płyta uzyskała status platynowej.

## Historia współpracy
Trasa koncertowa i wydawana w trakcie niej płyta dokumentują wieloletnią współpracę Waglewskiego z Maleńczukiem. Początki tej współpracy sięgają pierwszej połowy lat 90., kiedy Wojciech Waglewski gościnnie występował na koncertach i płytach zespołu Homo Twist. W 1995 roku Maciej Maleńczuk ze swoim zespołem wystąpił na koncercie „Voo Voo w Kamieniołomach” w Kazimierzu Dolnym nad Wisłą. W roku 1997 Maciej Maleńczuk wystąpił też na płycie Flota Zjednoczonych Sił - Najlepsi śpiewają Voo Voo. Obaj muzycy spotkali się również na koncercie Nick Cave i przyjaciele w ramach Przeglądu Piosenki Aktorskiej we Wrocławiu oraz koncercie Honor jest wasz Solidarni z okazji 25. rocznicy podpisania Porozumień Sierpniowych.

Ja go kocham. Ja go kocham jako człowieka. To jest facet trudny, piosenkarz, taka menda. A z drugiej strony, jest to ktoś. Ktoś w sensie osoba, bo kiedy się pojawia, to widać, że się pojawia. Można go lubić, można go nienawidzić. Ja go lubię, znam go z różnych sytuacji. Znam go z sytuacji, gdzie go nie lubiłem i nie lubię, znam go z sytuacji, gdzie go lubię i uwielbiam. Dla mnie jest to kawał artysty. Ja nie pracuję z ludźmi po to tylko, żeby się tak poocierać. Jest to człowiek, z którym mi się dobrze współpracuje, aczkolwiek trudno.

## Lista utworów
| 1.  | „Koledzy”                                                                |  |
|     | - muzyka i słowa – Wojciech Waglewski                                    |  |
| 2.  | „Can't Judge Book”                                                       |  |
|     | - muzyka i słowa – Willie Dixon                                          |  |
| 3.  | „Diabeł w wiosce”                                                        |  |
|     | - muzyka i słowa – Maciej Maleńczuk                                      |  |
| 4.  | „Luty 89”                                                                |  |
|     | - muzyka i słowa – Maciej Maleńczuk                                      |  |
| 5.  | „Niech żyje wojna”                                                       |  |
|     | - muzyka i słowa – tradycyjne                                            |  |
| 6.  | „Bal na Gnojnej”                                                         |  |
|     | - muzyka i słowa – tradycyjne[a]                                         |  |
| 7.  | „Komu dzwonią”                                                           |  |
|     | - muzyka i słowa – tradycyjne                                            |  |
| 8.  | „Piosenka męska z głosem ludzkim”                                        |  |
|     | - muzyka i słowa – Wojciech Waglewski                                    |  |
| 9.  | „Praca na saxach”                                                        |  |
|     | - muzyka - Maciej Maleńczuk - słowa – Maciej Maleńczuk, Andrzej Bieniasz |  |
| 10. | „Ring of Fire”                                                           |  |
|     | - muzyka i słowa – June Carter, Merle Kilgore                            |  |
| 11. | „Antoni Radwan”                                                          |  |
|     | - muzyka i słowa – Maciej Maleńczuk                                      |  |
| 12. | „Bo Bóg dokopie”                                                         |  |
|     | - muzyka i słowa – Wojciech Waglewski                                    |  |
| 13. | „Biust”                                                                  |  |
|     | - muzyka i słowa – Wojciech Waglewski                                    |  |
| 14. | „Who Do You Love”                                                        |  |
|     | - muzyka i słowa – Bo Diddley                                            |  |
| 15. | „Kaczory”                                                                |  |
|     | - muzyka i słowa – Maciej Maleńczuk                                      |  |
| 16. | „Niedziela będzie dla nas”                                               |  |
|     | - muzyka - Zbigniew Podgajny - słowa – Jacek Grań                        |  |
| 17. | „Adam”                                                                   |  |
|     | - muzyka i słowa – Maciej Maleńczuk                                      |  |

## Muzycy
- Maciej Maleńczuk - śpiew, gitary
- Wojciech Waglewski - gitary, sitar, śpiew, perkusja
- Antoni „Ziut” Gralak - trąbka, tuba
- Bartek Łęczycki - harmonijka ustna

## Teledyski
- Teledysk utworu tytułowego kończy się m.in. słowami Maleńczuka do Waglewskiego „Nie jedź do tego Gniezna”. Premiera teledysku miała miejsce 12 kwietnia 2007 a dwa dni później zespół Voo Voo z Wojciechem Waglewskim na czele wystąpił właśnie w Gnieźnie.
- Drugi teledysk promujący płytę zrealizowany został przez Yacha Paszkiewicza do utworu Biust.

## Koncerty
Na koncertach promujących płyty występował głównie duet Waglewski-Maleńczuk, jednak niektóre z koncertów odbywały się w składzie rozszerzonym, np. na koncercie w Trójce 28 czerwca 2007 wystąpił pełny czteroosobowy skład z płyty rozszerzony dodatkowo o Karola Pospieszalskiego i Bronisława Dużego.